# Hagenbach

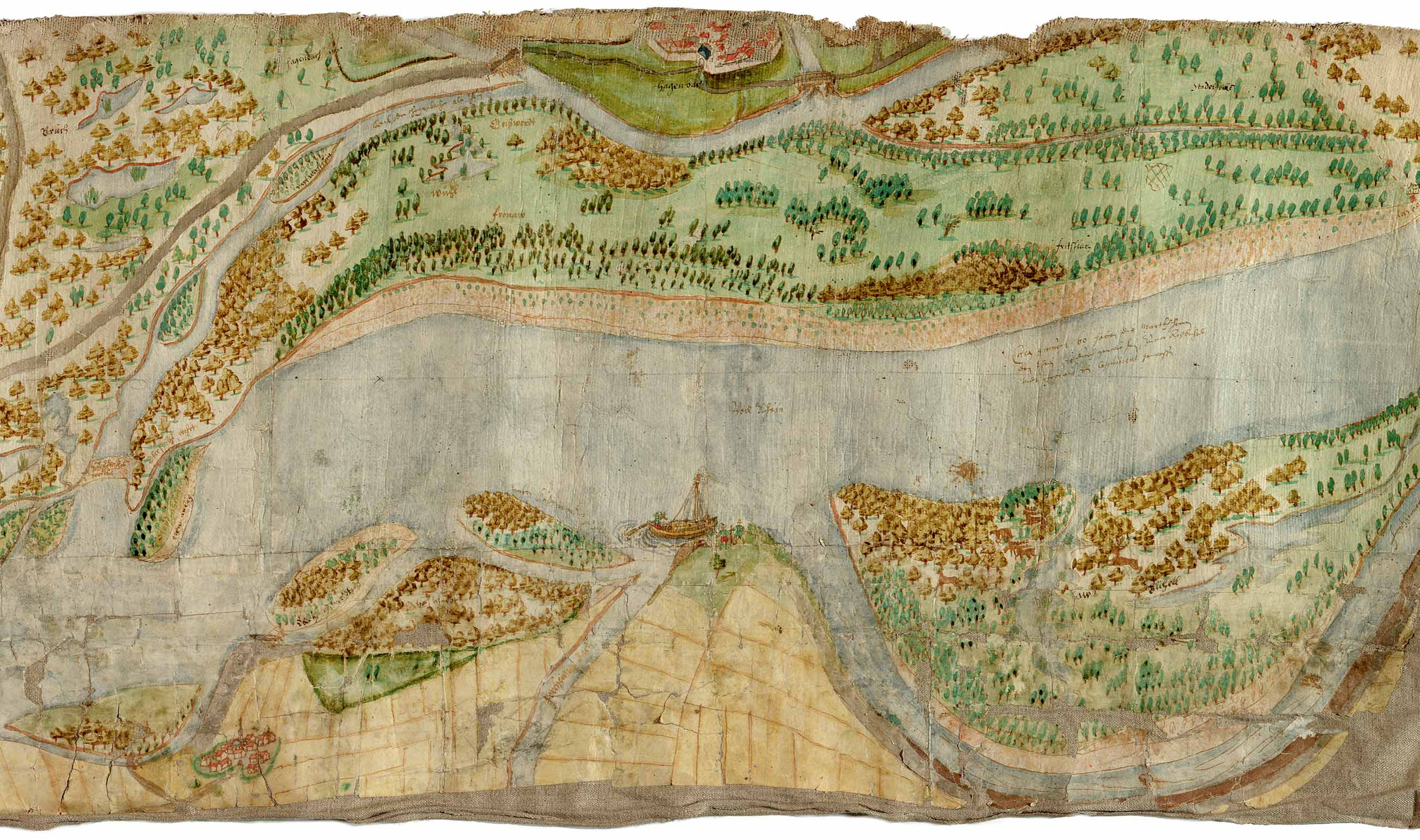
Hagenbach mit alter Überfahrt über den Rhein (Ausschnitt der Rheinstromkarte von Wilhelm Besserer) ca. 1590

Hagenbach ist eine Stadt in der Südpfalz im Landkreis Germersheim im Südosten von Rheinland-Pfalz. Sie ist Verwaltungssitz der Verbandsgemeinde Hagenbach und gemäß Landesplanung als Grundzentrum ausgewiesen.

## Geographie

### Lage
Hagenbach liegt in der Oberrheinischen Tiefebene östlich des Bienwaldes. Das Stadtgebiet breitet sich etwa 3,5 km westlich des Rheins aus zwischen Neuburg am Rhein im Süden und dem Wörther Stadtteil Maximiliansau im Nordosten.
Zu Hagenbach gehört zusätzlich der Wohnplatz Bahnposten 1311.

### Gewässer
Der Rhein bildet die östliche Gemarkungsgrenze. Im Südosten reicht das Stadtgebiet an zwei Stellen innerhalb des Polders Daxlander Au bis an das Rheinufer; das dazwischen liegende Gebiet um die ehemalige Ziegelei Frohnau gehört zu Neuburg am Rhein und ist über die Wasserfläche des Rheins mit dem Rest der Neuburger Gemarkung verbunden. Unmittelbar östlich des Siedlungsgebiets verläuft der Hagenbacher Altrhein. Von links nimmt er den Heßbach auf, der den südlichen Bebauungsrand streift. Der Wiebelsbach streift den südlichen Siedlungsrand.

### Nachbargemeinden
Nachbargemeinden von Hagenbach sind im Westen und Norden die Stadt Wörth am Rhein mit den Ortsteilen Maximiliansau, Büchelberg und Wörth, im Osten jenseits des Rheins die Großstadt Karlsruhe, im Süden die Ortsgemeinde Neuburg am Rhein und im Südwesten die Ortsgemeinde Berg. Neuburg und Berg gehören zur Verbandsgemeinde Hagenbach.

## Geschichte

### Urgeschichte

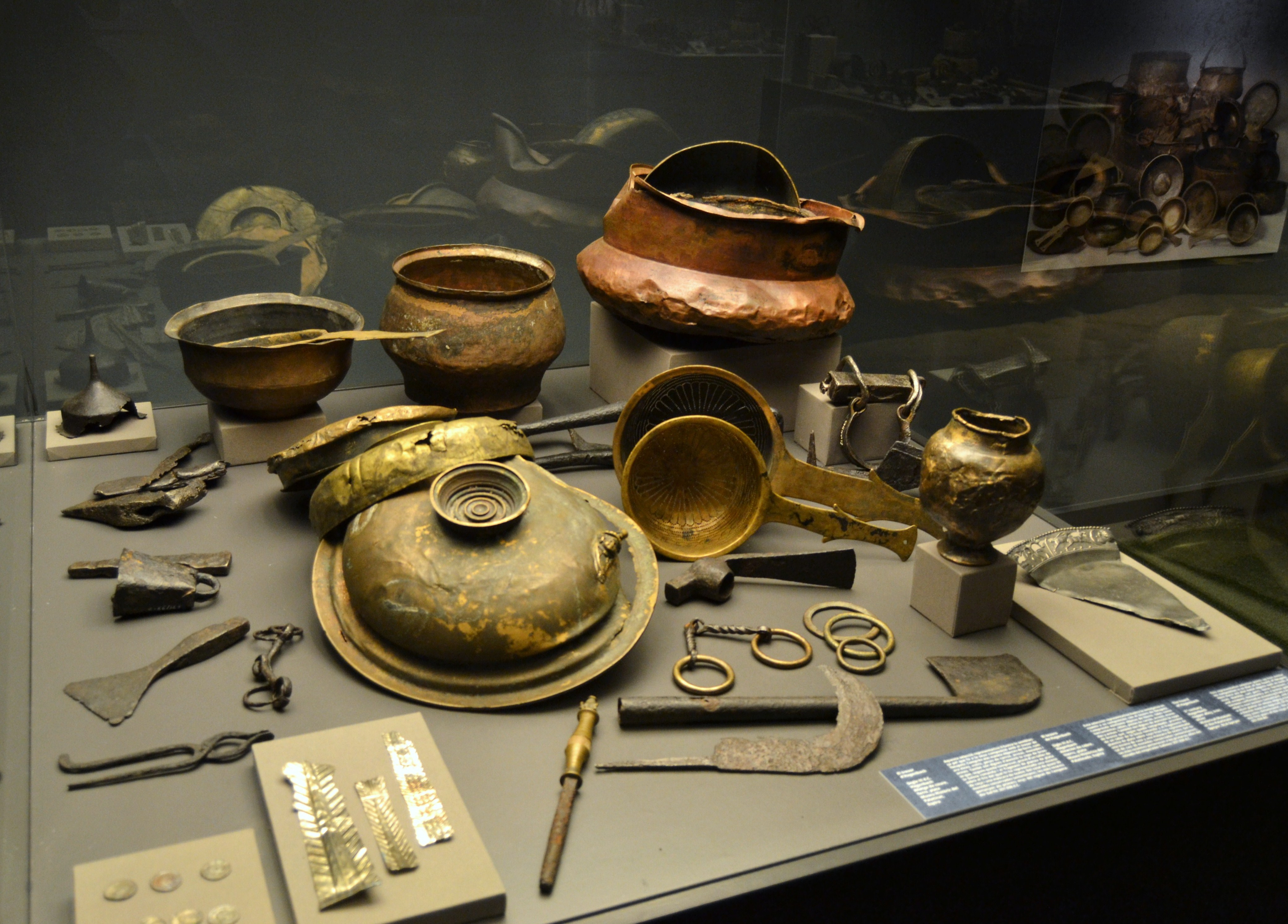
Teil des Hortfundes von Hagenbach, Historisches Museum der Pfalz

Schon zur Römerzeit war das Gebiet besiedelt. Der vorwiegend aus Silberschmuck bestehende „Hortfund von Hagenbach“ enthält Beute eines germanischen Kriegszugs aus dem 3. Jahrhundert, die vermutlich aus einem römischen Tempelbezirks Aquitaniens stammt. Der Fund wird heute im Historischen Museum der Pfalz in Speyer aufbewahrt.

### Mittelalter
Es folgten die Burgunden und darauf im 6. Jahrhundert die Franken. Die älteste erhaltene Erwähnung von Hagenbach stammt aus einer Schenkungsurkunde König Ludwigs des Deutschen von 848. 1281 verlieh der römisch-deutsche König Rudolf von Habsburg Hagenbach das Stadtrecht. Teile der Stadtmauer sind noch heute erhalten.
Hagenbach war der führende Ort der Büttelei Hagenbach. Bei den beiden Landesteilungen der Herrschaft Lichtenberg, die um 1330 und im Jahr 1335 stattfanden, wird die Hälfte des Dorfes Hagenbach als Bestandteil dieser Herrschaft genannt. Diese wird dabei dem Landesteil der „mittleren Linie“, den Nachkommen Ludwigs III. von Lichtenberg, zugeordnet. 1396 wurde die Lichtenberger Hälfte des Dorfes – unter Ausnahme der kleinen örtlichen Burg – dann als Pfand für die Mitgift anlässlich der Heirat von Adelheid von Lichtenberg, Tochter von Johann IV. von Lichtenberg, mit Johann von Finstingen den Herren von Finstingen überlassen. Dieses Pfand gelangte später an Nassau-Saarbrücken.

### Neuzeit
Im Bauernkrieg wurde die örtliche Burg 1525 zerstört. Das Pfand Hagenbach wurde erst unter den Nachfolgern der Lichtenberger, den Grafen von Hanau-Lichtenberg, 1544 wieder ausgelöst. Ab der Neuzeit befand sich Hagenbach zunächst in Besitz der Schönauer, später der Kurpfalz und 1768 im Zuge des „Seltz- und Hagenbacher Austauschs“ zu Pfalz-Zweibrücken, wo es Sitz des Amt Hagenbach|eines gleichnamigen Amtes war. Im Zuge der Kriege unmittelbar nach der französischen Revolution eroberte die Armée de Condé am 19. August 1793 für einige Zeit Hagenbach und mehrere Nachbarorte.
Von 1802 bis 1815, als die Pfalz Teil der Französischen Republik (bis 1804) und anschließend Teil des Napoleonischen Kaiserreichs war, war Hagenbach in den Kanton Lauterbourg eingegliedert. 1815 wurde der Ort Österreich zugeschlagen. Bereits ein Jahr später wechselte der Ort wie die gesamte Pfalz in das Königreich Bayern. Ab 1815 war der Ort Bestandteil des Kanton Kandel. Von 1818 bis 1862 gehörte Berg dem Landkommissariat Germersheim an; aus diesem ging anschließend das Bezirksamt Germersheim hervor. 1938 begann der Bau des Westwalls mit 28 Bunkern auf Hagenbacher Gemarkung. Seit 1939 ist der Ort Bestandteil des Landkreises Germersheim. Nach Ausbruch des Zweiten Weltkrieges wurde der Ort als der Teil der sogenannten Roten Zone total evakuiert. Unterkunft fanden die Menschen im Gau Mainfranken. Mitte August kehrten die Evakuierten zurück nach Hagenbach. Am 25. März 1945 wurde Hagenbach durch französische Streitkräfte befreit und besetzt. Insgesamt waren 170 Kriegsopfer zu beklagen.
1885 war die Einweihung der Hagenbacher Synagoge, welche in der Reichspogromnacht 1938 zerstört wurde.
Nach dem Zweiten Weltkrieg wurde Hagenbach innerhalb der französischen Besatzungszone Teil des 1946 neu gebildeten Landes Rheinland-Pfalz. Im Zuge der ersten rheinland-pfälzischen Verwaltungsreform wurde Hagenbach 1972 Sitz der gleichnamigen Verbandsgemeinde.
Seit dem 22. Januar 2006 besitzt Hagenbach wieder Stadtrechte.

## Bevölkerung

### Einwohnerstatistik
| Jahr | Einwohner |
| 1808 | 995       |
| 1815 | 1.284     |
| 1835 | 1.644     |
| 1871 | 1.819     |
| 1905 | 1.741     |
| 1939 | 2.338     |
| 1950 | 2.336     |

| Jahr | Einwohner |
| 1961 | 2.729     |
| 1970 | 4.234     |
| 1987 | 4.556     |
| 1997 | 5.493     |
| 2005 | 5.429     |
| 2020 | 5.505     |
| 2023 | 5.551     |

### Konfessionsstatistik
Mit Stand 30. Juni 2005 waren von den Einwohnern 53,0 % katholisch, 21,4 % evangelisch und 25,6 % waren konfessionslos oder gehörten einer anderen Glaubensgemeinschaft an. Mit Stand November 2024 waren von den Einwohnern 34,2 % katholisch, 15,2 % evangelisch und 50,6 % waren konfessionslos oder gehörten einer anderen Glaubensgemeinschaft an. Der Anteil der Protestanten und Katholiken an der Gesamtbevölkerung ist demnach im beobachteten Zeitraum beträchtlich gesunken.

## Politik

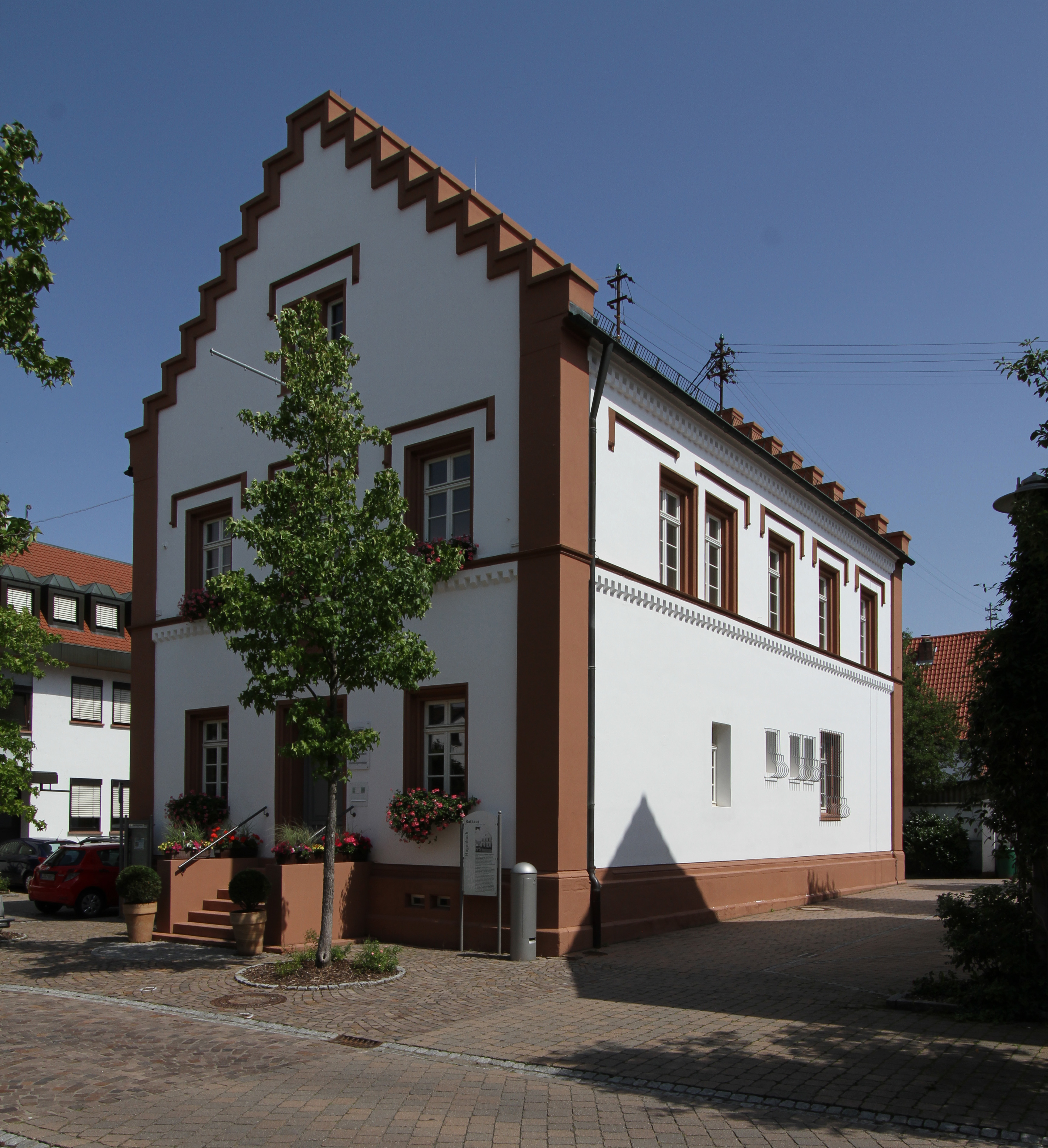
Rathaus

### Stadtrat
Der Stadtrat in Hagenbach besteht aus 22 Ratsmitgliedern, die bei der Kommunalwahl am 9. Juni 2024 in einer personalisierten Verhältniswahl gewählt wurden, und dem ehrenamtlichen Stadtbürgermeister als Vorsitzendem.
Die Sitzverteilung im Stadtrat:
| Wahl | SPD | CDU | FWH | FDP | Gesamt   |
| ---- | --- | --- | --- | --- | -------- |
| 2024 | 6   | 12  | 2   | 2   | 22 Sitze |
| 2019 | 7   | 9   | 3   | 3   | 22 Sitze |
| 2014 | 8   | 11  | 3   | –   | 22 Sitze |
| 2009 | 7   | 12  | 3   | –   | 22 Sitze |
| 2004 | 6   | 13  | 3   | –   | 22 Sitze |

### Orts- bzw. Stadtbürgermeister
- 1945–1960: Hermann Meyer
- 1960–1987: Karl August Vogel (CDU)
- 1987–1994: Hermann Dreizehnter (CDU)
- 1994–2019: Franz Xaver Scherrer (CDU)
- seit 2019: Christian Hutter (CDU)

Christian Hutter wurde im Juli 2019 in sein Amt eingeführt. Bei der Stichwahl am 16. Juni 2019 hatte er sich mit einem Stimmenanteil von 55,68 % durchgesetzt, nachdem bei der Direktwahl am 26. Mai 2019 keiner der ursprünglich drei Bewerber eine ausreichende Mehrheit erreicht hatte. Bei der Direktwahl am 9. Juni 2024 setzte sich Hutter im ersten Wahlgang bei einer Wahlbeteiligung von 62,8 % mit 66,7 % der Stimmen gegen eine Mitbewerberin durch.

### Wappen
| Wappen von Hagenbach | Blasonierung: „In Silber eine bewurzelte grüne Buche.“                                                                                  |
| Wappen von Hagenbach | Wappenbegründung: Das Wappen wurde 1911 von Prinzregent Luitpold von Bayern genehmigt und geht zurück auf ein Siegel aus dem Jahr 1297. |

### Partnerschaft
Zur unterfränkischen Marktgemeinde Wiesentheid besteht seit dem 29. April 2008 eine Partnerschaft. Während des Zweiten Weltkriegs fanden hier viele Hagenbacher Zuflucht bei der sogenannten "Freimachung der Roten Zone".

## Kultur und Sehenswürdigkeiten

### Kulturdenkmäler

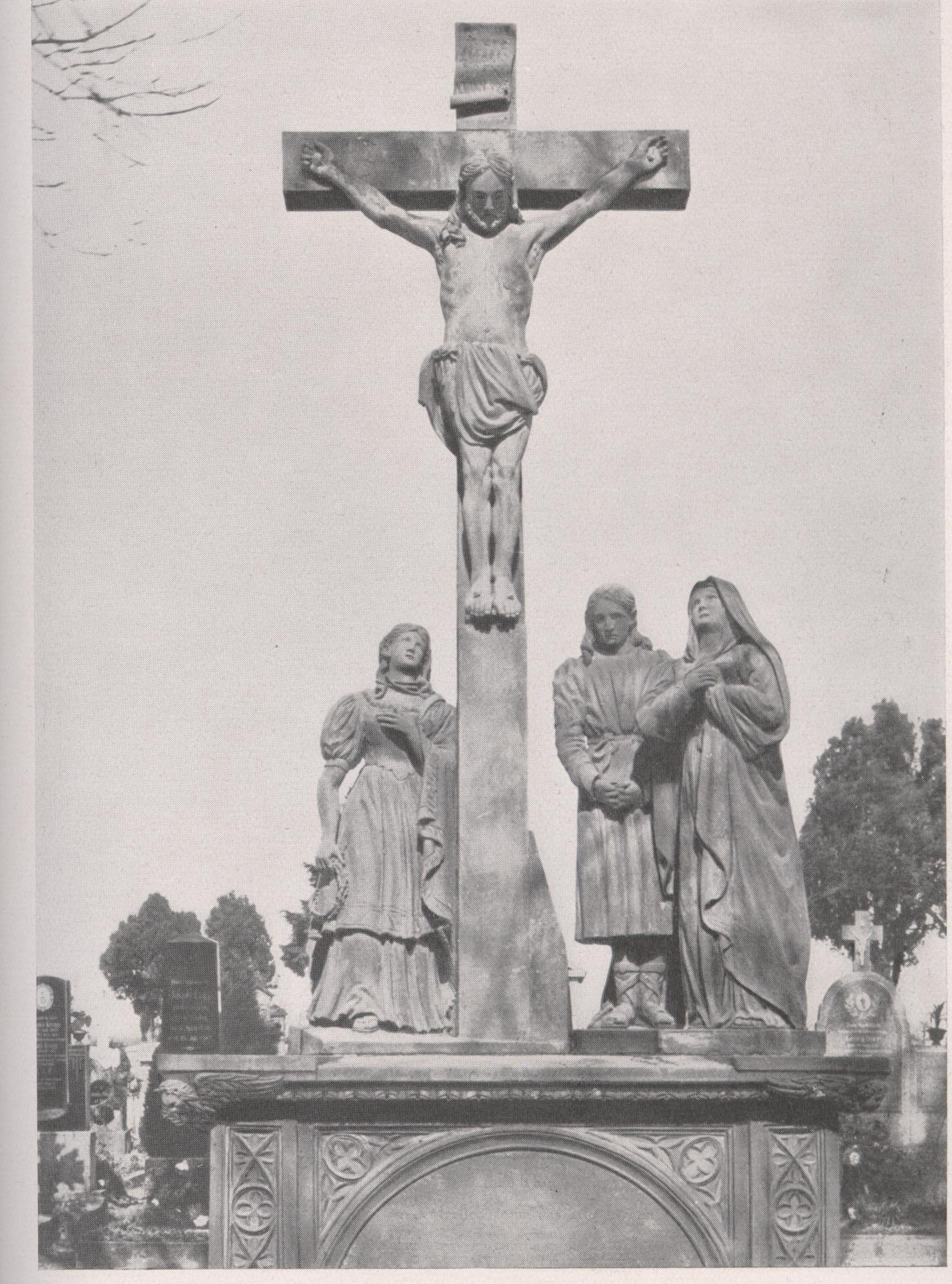
Kreuzigungsgruppe Hagenbach

Vor Ort befinden sich insgesamt 21 Objekte, die unter Denkmalschutz stehen.
Im Ortskern finden sich gepflegte Fachwerkhäuser. Die Kirche St. Michael von 1752 hat eine reichhaltige Rokokoausstattung. Hinter der Kirche ist noch ein Rest der alten Ortsbefestigung zu sehen und auf dem alten Friedhof das Denkmal „Kreuzigungsgruppe“ von 1835.

### Natur
Vom Naturschutzgebiet Stixwörth im Grenzgebiet zu Neuburg in Richtung Norden zieht sich der bei Hagenbach eine u-förmige Schleife bildende und vom Heßbach durchflossene Hagenbacher Altrhein; östlich davon liegt im Wörther Stadtgebiet das Naturschutzgebiet Goldgrund. Zudem erstreckt sich das Vogelschutzgebiet Bienwald und Viehstrichwiesen über die Gemeindegemarkung, die auch Teil des überregionalen Landschaftsschutzgebiets „Pfälzische Rheinauen“ ist.

## Wirtschaft und Infrastruktur

### Ansässige Unternehmen
Mehrere Automobilzulieferer haben sich in den vergangenen Jahren in der Gemeinde angesiedelt. Größter Arbeitgeber war vor der Entlassung rund der Hälfte der Belegschaft das Entwicklungszentrum von Faurecia Innenraumsysteme. Dort werden Instrumententafeln und Cockpits für die Automobilindustrie entwickelt. 2023 hatte der Standort rund 350 Mitarbeiter. Das Werk ist 18.000 m² groß. Zudem hat das in derselben Branche tätige Unternehmen Linde + Wiemann einen Standort in Hagenbach. Mit der Groke Türen GmbH und noblesse Haustüren ist die Türbranche ebenfalls im Industriegebiet angesiedelt.
Übrige Gewerbetreibende haben sich im „Verein der Hagenbacher Geschäftswelt“ organisiert, gegründet 1997, aufgelöst 2018. 2015 fand ein letztes Mal die „HAGA“, die „Hagenbacher Gewerbeausstellung“, statt.

### Verkehr

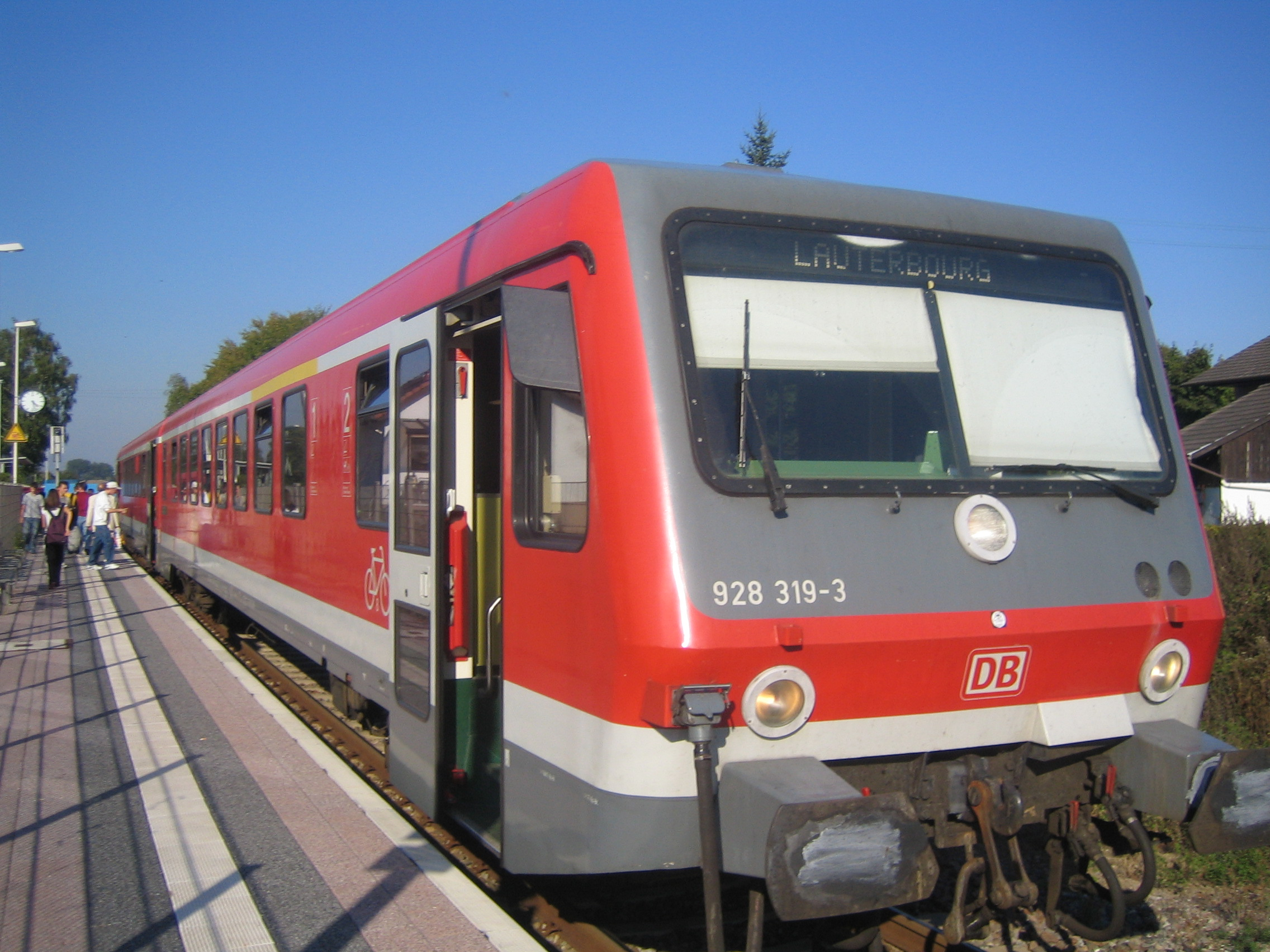
Zug in Hagenbach

Nahe Hagenbach – an der Kreuzung der Straße nach Kandel – befinden sich die Reste einer Römerstraße, neben dem Sägewerk wurden sechs römische Leugensteine gefunden, eine Reproduktion steht am alten Standort im Bienwald, das Original befindet sich im Historischen Museum der Pfalz.
Hagenbach liegt etwas abseits des Wörther Kreuzes, an dem sich die A65, B9 und B10 treffen. Die Stadt hat einen Haltepunkt an der 1876 eröffneten Bahnstrecke Wörth–Strasbourg. 1984 wurde der Personenverkehr auf deutscher Seite eingestellt, 2002 jedoch reaktiviert. Die Züge fahren in der Relation Wörth–Lauterbourg.

### Öffentliche Einrichtungen
Als Sitz der Verbandsgemeinde beherbergt Hagenbach deren Verwaltung. Neben der Hainbuchenschule befindet sich das Jugendzentrum. Die Gemeinde gehört zum Zuständigkeitsbereich des Amtsgericht Kandel.

### Tourismus
Zwischen Hagenbach und Scheibenhardt verläuft der Skulpturenweg Hagenbach – Lauterburg.

## Persönlichkeiten

### Ehrenbürger
- 14. Februar 1930: Eduard Eichmann (1870–1946), in Hagenbach geborener deutscher Theologe und Kirchenrechtler. Ernennung zum Ehrenbürger anlässlich seines 60. Geburtstags[27]
- 21. Januar 1932: Albin Mayer (1874–1936), Pfarrer in Hagenbach von 1907–1936. Ernennung zum Ehrenbürger anlässlich seines 25-jährigen Wirkens in Hagenbach.[28]
- 14. April 1972: Albert Leicht (1922–1994), in Hagenbach geborener deutscher Politiker (CDU), Bundestagsabgeordneter und parlamentarischer Staatssekretär. Ernennung zum Ehrenbürger in Anerkennung seiner Verdienste um seine Heimatgemeinde[29]
- 13. Mai 1999: Anna Doll (Schwester Maria Silvana) (1914–2009), Katholische Gemeindeschwester. Ernennung zrm Ehrenbürgerin in Würdigung ihrer langjährigen Tätigkeit als Leiterin des Hagenbacher Kindergartens von 1945–1984.[30]
- 16. Januar 2002: Hermann Dreizehnter (1931–2016), Rektor der Grund- und Hauptschule Hagenbach 1968–1994. In Würdigung seines kommunalpolitischen Wirkens, unter anderem als Mitglied des Verbandsgemeinderats 1972–1994 und Ortsbürgermeister von 1987–1994.[31]

### Söhne und Töchter der Gemeinde
- Eduard Eichmann (1870–1946), deutscher Theologe und Kirchenrechtler
- Albert Leicht (1922–1994), deutscher Politiker (CDU)
- Gerdi E. Lipschutz (1923–2010), US-amerikanische Politikerin (geborene Laemle)
- Gerhard Scherrer (1936–2014), deutscher Ökonom
- Hugo Ulm (* 1944), deutscher Fußballspieler
- Gabriele Mehl (* 1967), deutsche Ruderin

### Personen, die vor Ort gewirkt haben
- Alfons Zobel (1889–1970), Maler, lebte nach dem Ersten Weltkrieg zeitweise in Hagenbach